# Rugby Europe Women's Championship 2025
El Rugby Europe Women's Championship (Campeonato Europeo de Rugby Femenino) del 2025 fue la vigésimo octava edición del torneo femenino europeo de rugby.

## Equipos participantes
- Selección femenina de rugby de España
- Selección femenina de rugby de Países Bajos
- Selección femenina de rugby de Portugal
- Selección femenina de rugby de Suecia

## Desarrollo

### Tabla de posiciones
| Pos. | Equipo       | Encuentros | Encuentros | Encuentros | Encuentros | Tantos  | Tantos    | Tantos     | Puntos Bonus | Puntos Totales |
| Pos. | Equipo       | jugados    | ganados    | empatados  | perdidos   | a favor | en contra | diferencia | Puntos Bonus | Puntos Totales |
| ---- | ------------ | ---------- | ---------- | ---------- | ---------- | ------- | --------- | ---------- | ------------ | -------------- |
| 1    | España       | 3          | 3          | 0          | 0          | 115     | 24        | +91        | 1            | 13             |
| 2    | Países Bajos | 3          | 2          | 0          | 1          | 147     | 35        | +112       | 2            | 10             |
| 3    | Portugal     | 3          | 1          | 0          | 2          | 50      | 62        | -12        | 1            | 5              |
| 4    | Suecia       | 3          | 0          | 0          | 3          | 6       | 197       | -191       | 0            | 0              |

Nota: Se otorgan 4 puntos al equipo que gane un partido y 2 al que empate
Puntos Bonus: 1 punto por convertir 4 tries o más en un partido y 1 al equipo que pierda por no más de 7 tantos de diferencia

### Partidos
| 29 de marzo de 2025 | Portugal | 7 - 19 | España |  |  |

| 5 de abril de 2025 | España | 69 - 0 | Suecia |  |  |

| 6 de abril de 2025 | Países Bajos | 40 - 5 | Portugal |  |  |

| 12 de abril de 2025 | Suecia | 3 - 38 | Portugal |  |  |

| 12 de abril de 2025 | España | 27 - 17 | Países Bajos |  |  |

| 19 de abril de 2025 | Suecia | 3 - 90 | Países Bajos |  |  |